# Eleutério (Itapira)
Eleutério é um distrito do município brasileiro de Itapira, no interior do estado de São Paulo.

## História

### Origem
O povoado que deu origem ao distrito se desenvolveu ao redor da estação ferroviária Eleutério, inaugurada pela Companhia Mogiana de Estradas de Ferro. Há divergências sobre a data de inauguração da estação, sendo 19 de setembro de 1891 e 13 de outubro de 1891 apontadas como possíveis datas.

### Fatos históricos

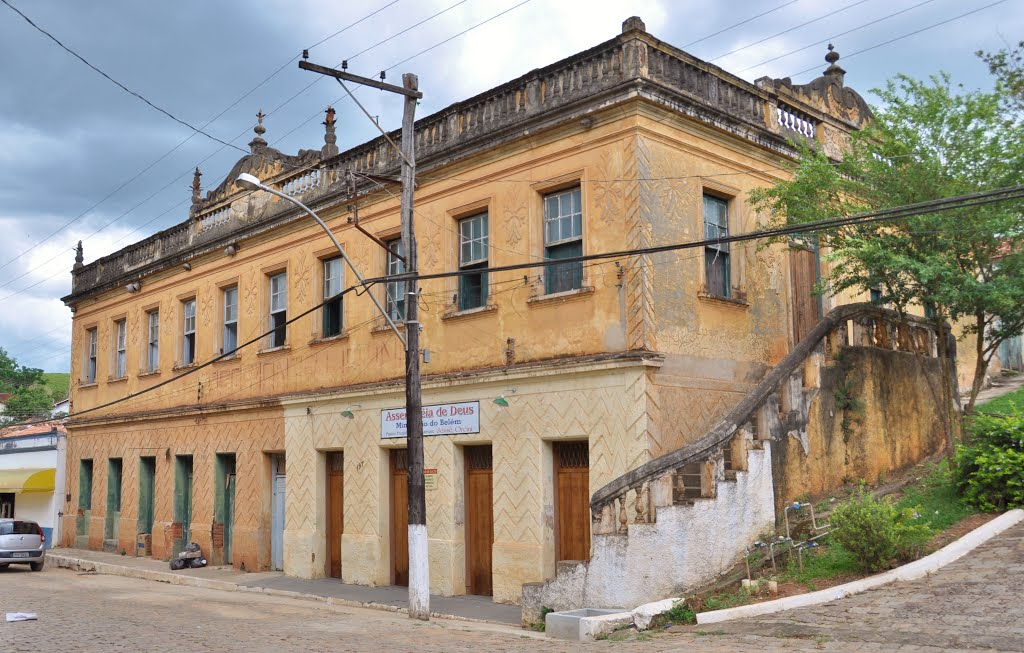
O histórico Casarão Frasseto.

O distrito teve um importante papel na Revolução Constitucionalista de 1932. O casarão Frasseto, a mais imponente construção de Eleutério, serviu de base para as tropas de São Paulo, sendo mais tarde tomada pelo exército de Getúlio Vargas.

### Formação administrativa
- Distrito policial de Eleutério criado em 10 de junho de 1913 no município de Itapira.[7]
- Distrito criado pela Lei n° 233 de 24 de dezembro de 1948, formado com o povoado do mesmo nome mais terras do distrito sede de Itapira.[8][9]

## Geografia

### Demografia

#### População urbana
| Crescimento população urbana | Crescimento população urbana | Crescimento população urbana | Crescimento população urbana |
| Censo                        | Pop.                         |                              | %±                           |
| ---------------------------- | ---------------------------- | ---------------------------- | ---------------------------- |
| 1950                         | 309                          |                              | —                            |
| 1960                         | 446                          |                              | 44,3%                        |
| 1970                         | 300                          |                              | −32,7%                       |
| 1980                         | 190                          |                              | −36,7%                       |
| 1991                         | 203                          |                              | 6,8%                         |
| 2000                         | 411                          |                              | 102,5%                       |
| 2010                         | 450                          |                              | 9,5%                         |
| Fonte: IBGE e Fundação SEADE |                              |                              |                              |

#### População total
Pelo Censo 2010 (IBGE) a população total do distrito era de 784 habitantes.

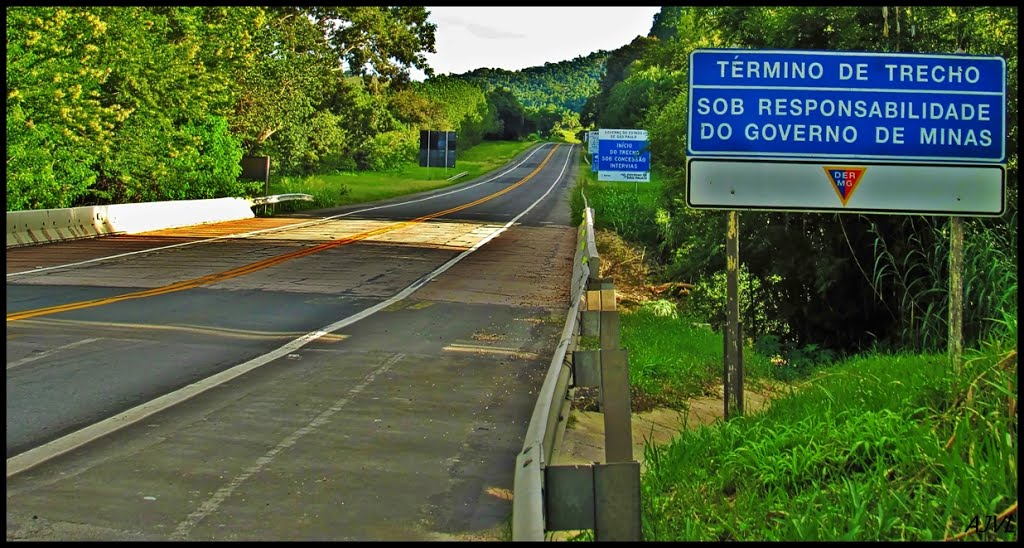
Ponte sobre o rio Eleutério na rodovia SP-352, divisa SP/MG.

### Área territorial
A área territorial do distrito é de 55,362 km².

### Rodovias
O distrito localiza-se às margens da Rodovia Comendador Virgulino de Oliveira (SP-352), entre as cidades de Itapira e Jacutinga (MG), próximo ao distrito de Sapucaí, na divisa com Minas Gerais.

### Hidrografia
- Rio Eleutério - divisa natural entre os estados de São Paulo e Minas Gerais.[13]

## Serviços públicos

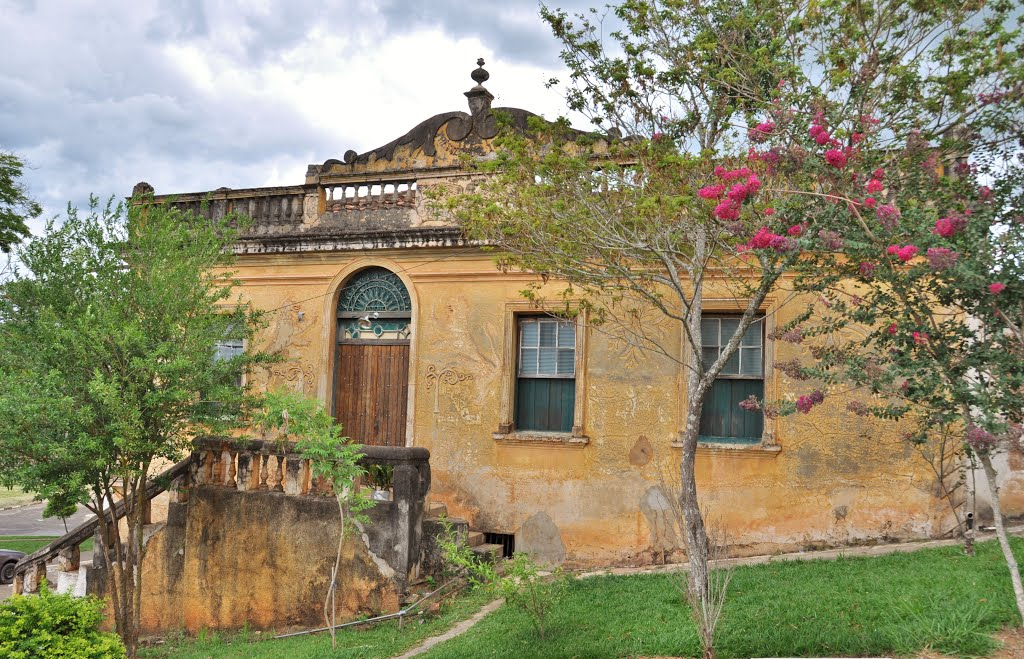
Casarão Frasseto visto de outro ângulo.

### Registro civil
Atualmente é feito na sede do município, pois o Cartório de Registro Civil das Pessoas Naturais do distrito foi extinto pela Resolução nº 1 de 29/12/1971 do Tribunal de Justiça do Estado de São Paulo, e seu acervo foi recolhido ao cartório do distrito sede.

### Saneamento
O serviço de abastecimento de água é feito pelo Serviço Autônomo de Água e Esgoto (SAAE).

### Energia
A responsável pelo abastecimento de energia elétrica é a CPFL Paulista, distribuidora do grupo CPFL Energia.

### Telecomunicações
O distrito era atendido pela Telecomunicações de São Paulo (TELESP) através da central telefônica de Itapira. Em 1998 esta empresa foi vendida para a Telefônica, que em 2012 adotou a marca Vivo para suas operações.

## Atividades econômicas

### Indústrias
Está instalada numa área de 11 mil m² a Kronos S/A, empresa especializada na fabricação de preformas coloridas e embalagens plásticas sopradas PET e PEAD para indústrias de alimentos, higiene pessoal, cosméticos, fármacos, produtos de limpeza, entre outros.

## Religião

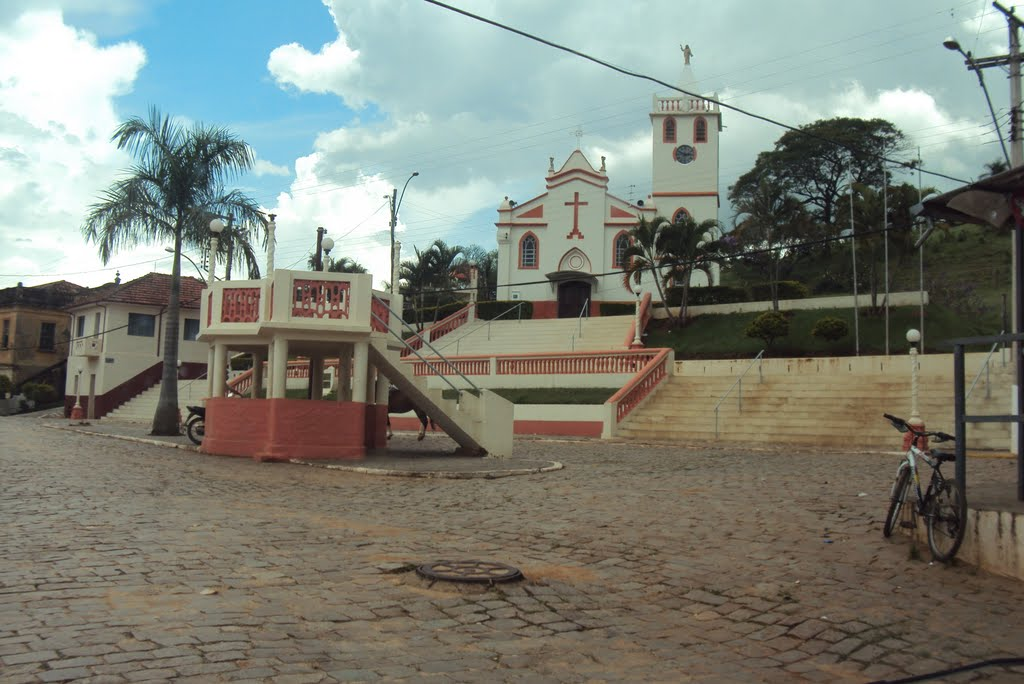
Igreja.

O cristianismo se faz presente no distrito da seguinte forma:

### Igreja Católica
- A igreja faz parte da Diocese de Amparo.[22]

### Igrejas Evangélicas
- Assembleia de Deus - O distrito possui congregação da Assembleia de Deus Ministério do Belém, vinculada ao Campo de Itapira.[23] Por essa igreja, através de um início simples, mas sob a benção de Deus, a mensagem pentecostal chegou ao Brasil. Esta mensagem originada nos céus alcançou milhares de pessoas em todo o país, fazendo da Assembleia de Deus a maior igreja evangélica do Brasil.[24]
- Congregação Cristã no Brasil.[25]